# Ken Tanaka (actor)
Ken Tanaka (田中健 Tanaka Ken?, nacido el 6 de marzo de 1951) es un actor japonés. Ha aparecido en más de cuarenta películas desde 1974.

## Filmografía seleccionada

### Películas
| Año  | Título         | Papel          | Notas |
| ---- | -------------- | -------------- | ----- |
| 1974 | Sandakan No. 8 | Hideo Takeuchi |       |
| 1975 | Seishun no mon | Shinsuke Ibuki |       |
| 1985 | Godzilla       | Goro Maki      |       |

### Televisión
| Año  | Título                   | Papel               | Notas          |
| ---- | ------------------------ | ------------------- | -------------- |
| 1983 | Tokugawa Ieyasu          | Matsudaira Tadateru | Drama Taiga    |
| 1987 | Hissatsu Kengekinin      |                     | Serie Hissatsu |
| 1992 | Nobunaga: King of Zipang | Sakuma Nobumori     | Drama Taiga    |
| 2002 | Toshiie to Matsu         | Sakuma Nobumori     | Drama Taiga    |
| 2015 | Shingari                 |                     |                |
| 2016 | Kyoaku wa Nemurasenai    | Ippei Komatsu       |                |
| 2017 | Ishitsubute              |                     |                |